# Fissidens elegans
Fissidens elegans é uma espécie de planta do gênero Fissidens e da família Fissidentaceae.
Ocorre no solo, rochas, tronco e base de troncos de árvore, galhos, raízes, sobre termiteiro, madeira em decomposição, em matas e áreas abertas, locais com muita umidade ou mais secos, entre 20–2550 metros de altura. Ocorre em todos os biomas, com maior representatividade na Mata Atlântica.
Fissidens elegans é reconhecida pelos filídios oblongo-lanceolados a ovaladooblongos com ápice agudo finalizando sempre com célula apical hialina; limbídio presente na lâmina vaginante da maioria dos filídios e células irregulares, quadráticas a arredondadas, pluripapilosas.

## Taxonomia
Os seguintes sinônimos já foram catalogados:  
- Fissidens crispo-falcatulus  Broth.
- Fissidens crispo-falcatus  Broth.
- Fissidens flavinervis  Mitt.
- Fissidens fratris  Paris
- Fissidens monomorphus  Müll. Hal.
- Fissidens nanoloma  Müll. Hal.
- Fissidens paulensis  Broth.
- Fissidens tejoenis  Broth.

Pursell em 1984 tratou F. elegans como um complexo de oito espécies (F. elegans, F. flavinervis, F. gardneri, F. guianensis, F. microcladus, F. neglectus, F. weirii) pluripapilosas com limbídio em diferentes graus de desenvolvimento. O autor relacionou o tamanho dos gametófitos e filídios como grau de desenvolvimento do limbídio, sendo que os táxons de menor tamanho (como F. gardneri) apresentam limbídio uniestratoso, apenas na região basal da lâmina vaginante dos filídios periqueciais e táxons de tamanho maior (como F. weirii) possuem limbídio 2–4 estratoso, em toda a extensão do filídio. Atualmente estas espécies são tratadas no subgênero Aloma como táxons distintos e bem delimitados, sendo F. flavinervis sinônimo de F. elegans e F. microcladus sinônimo de F. gardneri.

## Forma de vida
É uma espécie corticícola, epífita, epixila, rupícola, terrícola e flabelada.

## Descrição
A espécie é extremamente variável, especialmente com relação ao limbídio, número de papilas das células e comprimento da costa. Foram observados espécimes com costa finalizando 3–4 ou 14–15 células abaixo do ápice, percurrente até excurrente. O limbídio também varia de 1–4 células de largura ou podendo ser inconspícuo, intramarginal, ocorrendo em toda a lâmina vaginante ou apenas em parte desta. Nos gametófitos estéreis o limbídio pode estar ausente. Na maioria dos espécimes examinados, o limbídio apresentou de 1–2 células de largura. As características que se mostraram menos variáveis foram célula apical hialina, filídios com aspecto falcado quando umedecidos e células pluripapilosas (sempre com mais de duas papilas).

## Conservação
A espécie faz parte da Lista Vermelha das espécies ameaçadas do estado do Espírito Santo, no sudeste do Brasil. A lista foi publicada em 13 de junho de 2005 por intermédio do decreto estadual nº 1.499-R.

## Distribuição
A espécie é encontrada nos estados brasileiros de Acre, Amazonas, Bahia, Ceará, Distrito Federal, Espírito Santo, Goiás, Maranhão, Minas Gerais, Mato Grosso do Sul, Mato Grosso, Pará, Paraíba , Pernambuco, Piauí, Paraná, Rio de Janeiro, Rondônia, Roraima, Rio Grande do Sul, Santa Catarina e São Paulo.
A espécie é encontrada nos  domínios fitogeográficos de Floresta Amazônica, Caatinga, Cerrado, Mata Atlântica, Pampa e Pantanal, em regiões com vegetação de áreas antrópicas,  campo limpo, campos rupestres, cerrado, mata ciliar, floresta ombrófila pluvial, mata de araucária e restinga.